# Pavel Královec
Pavel Královec (født 16. august 1977) er en tjekkisk fodbolddommer fra Domazlicich. Han har dømt internationalt under det internationale fodboldforbund FIFA siden 2005, hvor han er placeret i den europæiske dommergruppe som elite development-dommer, hvor han er udset til måske at rykke op i elite-kategorien inden for den nærmeste fremtid.
Han deltager ved EM 2012 i Polen og Ukraine som 4. dommer.

## Kampe med danske hold
- Den 19. februar 2009: UEFA Cuppen 1/16-finalen: FC København – Manchester City 2-2.[2]
- Den 3. marts 2010: Østrig – Danmark 2-1.
- Den 29. august 2012: Kvalifikation til Champions League: Lille – FC København 1-0. Lille vinder sammenlagt 2-1 efter forlænget spilletid.